# Nevis Highwire Platform

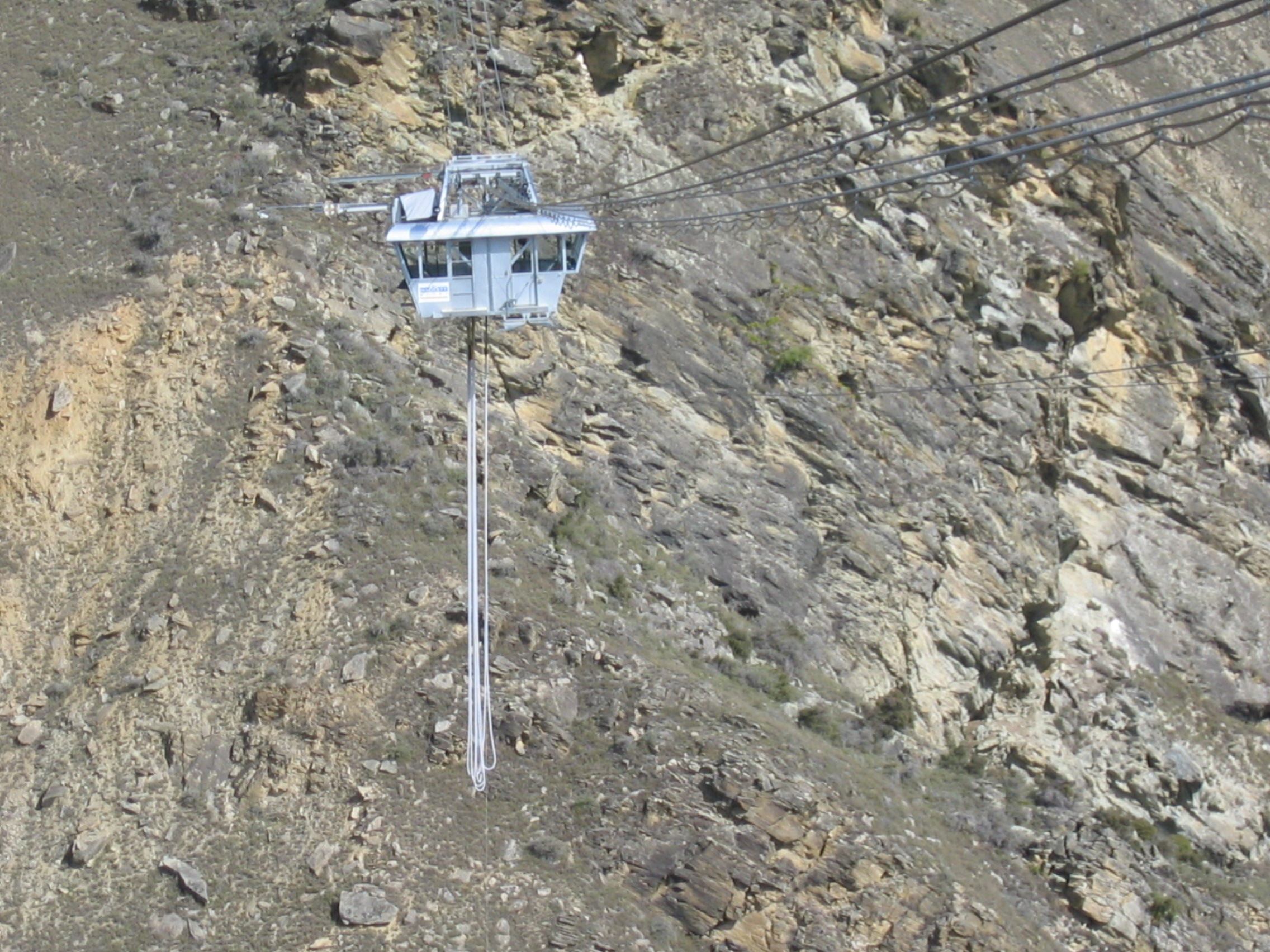
Nevis Highwire Plattform

Die Nevis Highwire Platform ist eine Bungee-Jumping-Plattform in den Neuseeländischen Alpen in der Nähe von Queenstown auf der Südinsel Neuseelands. Mit einer Höhe von 134 m über Grund ist sie die dritthöchste Bungee-Jumping-Plattform der Welt. 

## Sprunganlage

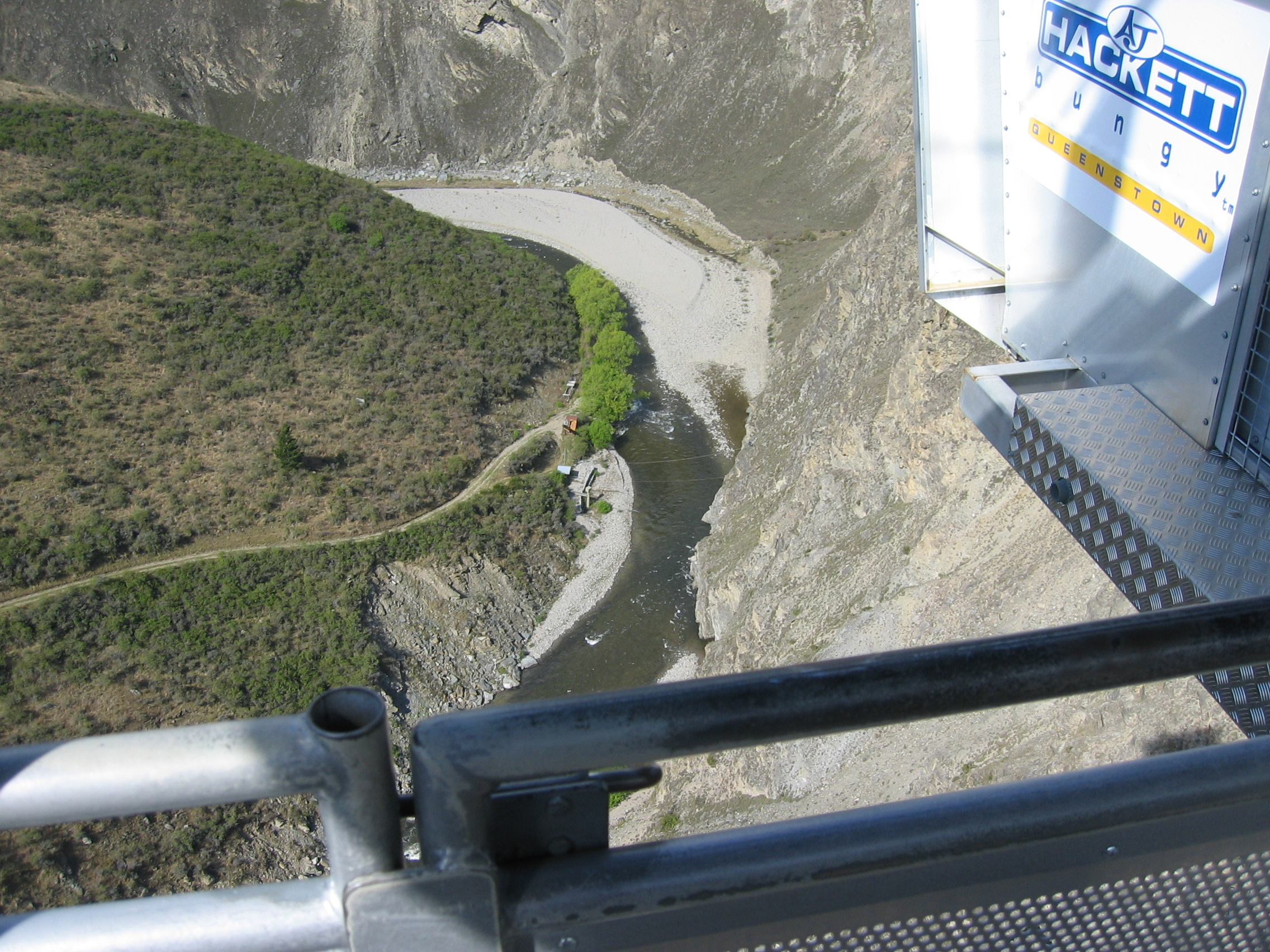
Blick von der Plattform in den Nevis Canyon

Die Nevis Bungee Anlage befindet sich ca. 30 km östlich von Queenstown. Der Weg zu der Anlage verläuft auf unwegsamen Straßen, die sich durch das Gebirge winden. Die Anfahrt erfolgt in speziellen geländefähigen Kleinbussen mit Allradantrieb von der Zentrale des Bungee-Unternehmens in der Innenstadt von Queenstown aus. Sie dauert ungefähr 40 Minuten.
Die Sprunganlage umfasst neben der Bungee-Plattform selbst auch ein kleines Besuchergebäude, in denen den Springern ein Sicherungsgeschirr angelegt wird, an dem sie sowohl bei der Überfahrt zur Plattform im Transportkorb, als auch während des Sprunges gesichert sind.
Die Plattform selbst, deren Abmessungen ca. 4 m × 4 m betragen, hängt unbeweglich montiert an Stahlseilen, die über das Nevis-Tal gespannt sind. Man erreicht sie nur über einen kleinen Transportkorb.
Der Fußboden der Plattform besteht zum großen Teil aus Glas.
Die Anlage wird von der Organisation A. J. Hackett Bungy betrieben, deren Gründer A. J. Hackett dafür bekannt ist, dass er das Bungee-Springen erstmals kommerziell angeboten hat.

## Sprung
Wie allgemein beim Bungee-Springen üblich, muss der Springer körperlich gesund sein. Er muss zwischen 45 kg und 130 kg wiegen und mindestens 13 Jahre alt sein. Der Preis liegt (2013) für einen Sprung bei NZ$ 260 (~170 €).
Zuerst werden die Springer in einem kleinen Transportkorb auf die Plattform gebracht. Dort angekommen wird vom Personal eine Sprungreihenfolge mit absteigendem Körpergewicht festgelegt, damit die verschiedenen Bungee-Seile nicht unnötig gewechselt werden müssen.
Der Springer nimmt dann auf einem Sitz in der Nähe der Absprungöffnung Platz und bekommt eine Einweisung in das Vorgehen. Währenddessen wird das Bungeeseil an seinen Beinen und am zuvor angelegten Sicherungsgeschirr befestigt.
Der Springer wird dann gebeten, an eine etwa einen halben Meter lange Absprungplanke zu treten.
Bis zum tiefsten Punkt befindet sich der Springer ca. 8,5 Sekunden im Fall, aus Sicherheitsgründen liegt die durchschnittliche Sprungdauer jedoch bei ca. 6,5 Sekunden. Darauf folgen mehrere Auf- und Abbewegungen (Rebound), bis der Springer selbst mit dem Ziehen an einer Reißleine die Befestigung an seinen Beinen löst und er dann vom Sicherungsgeschirr in sitzender Position gehalten wird.
Anschließend wird von der Plattform ein Seil hinab gelassen, das sich automatisch am Geschirr einhakt und den Springer wieder nach oben zieht.

## Galerie

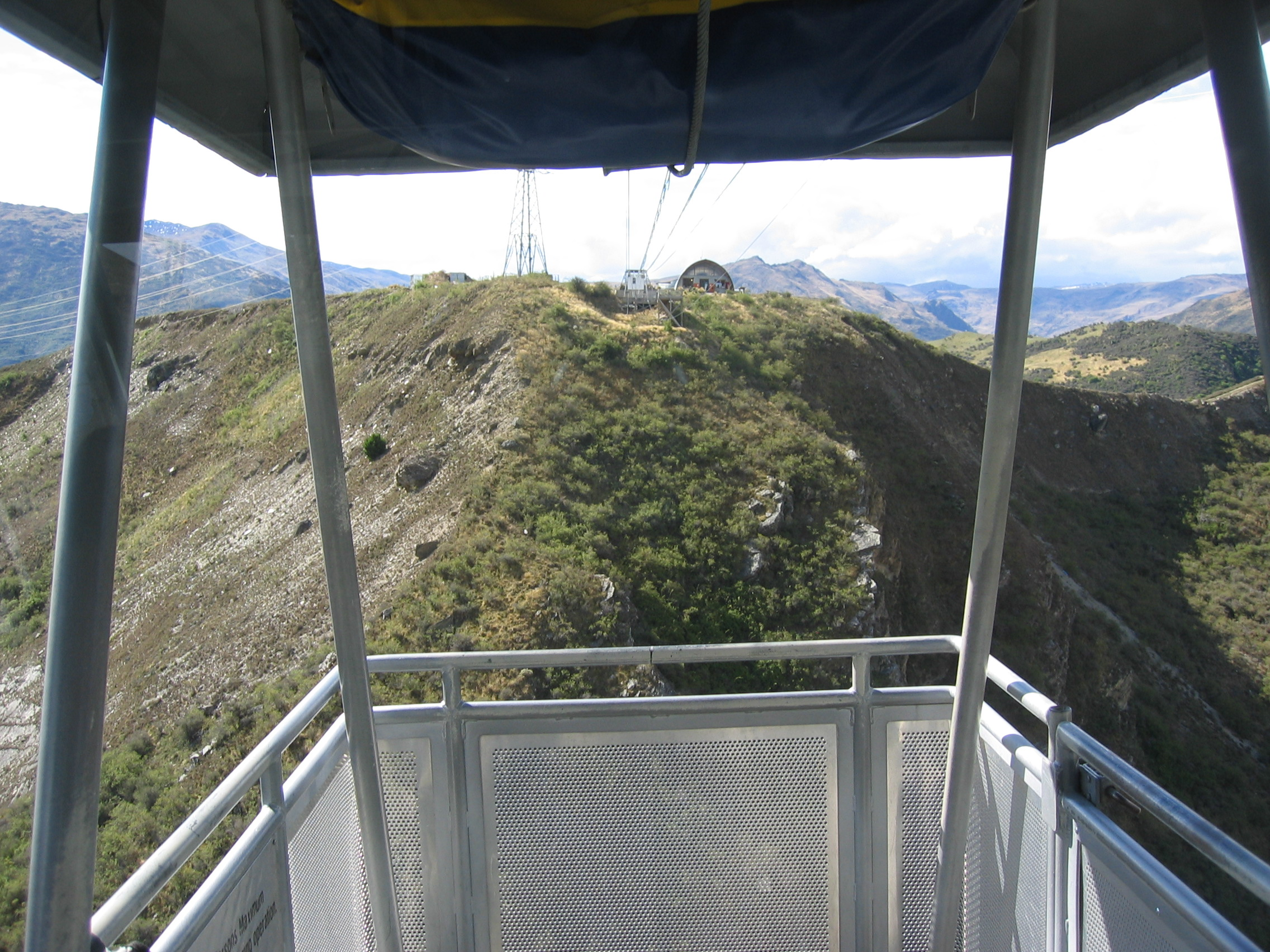
Blick vom Transportkorb aus
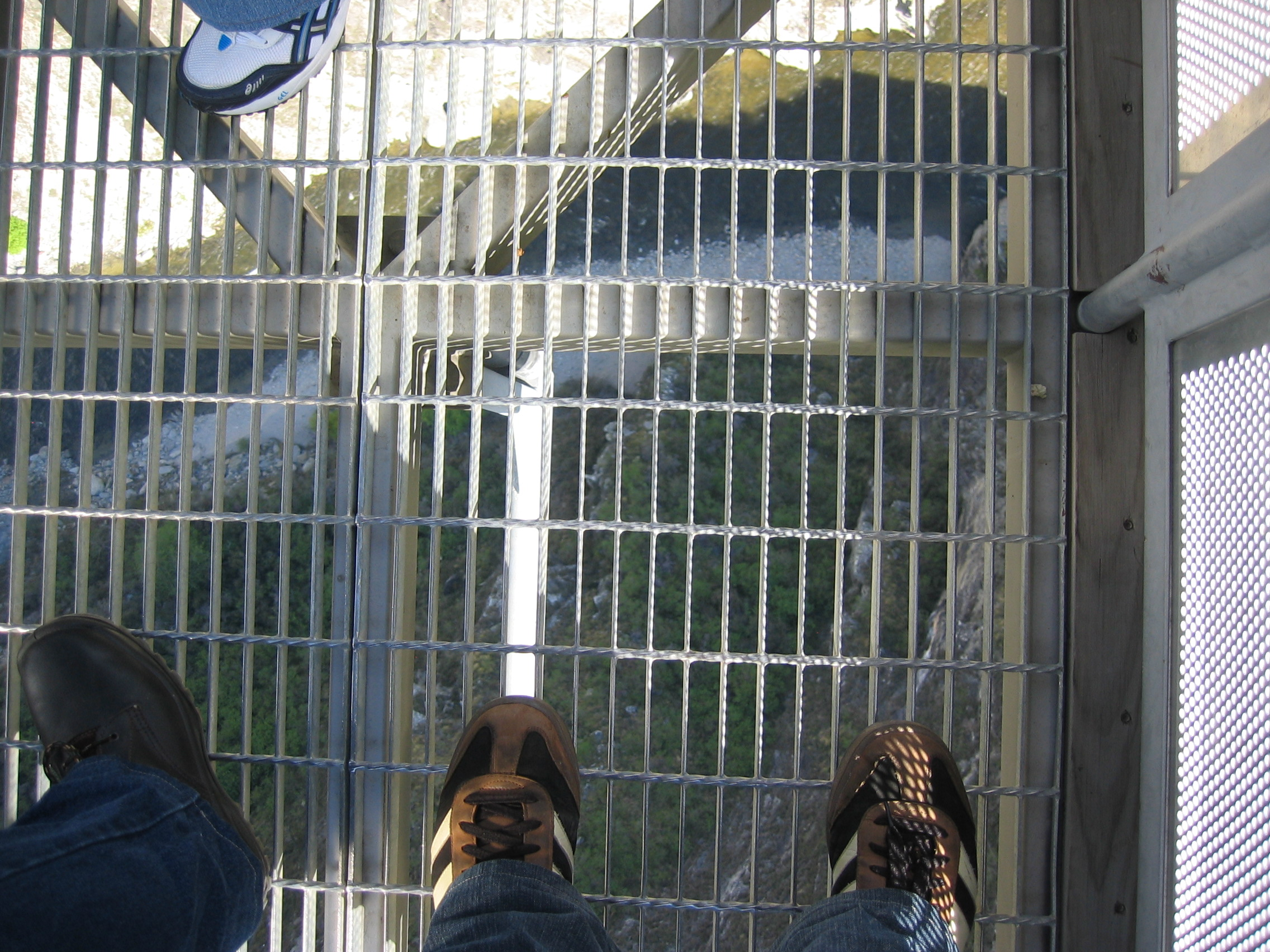
Blick durch den Boden des Transportkorbes
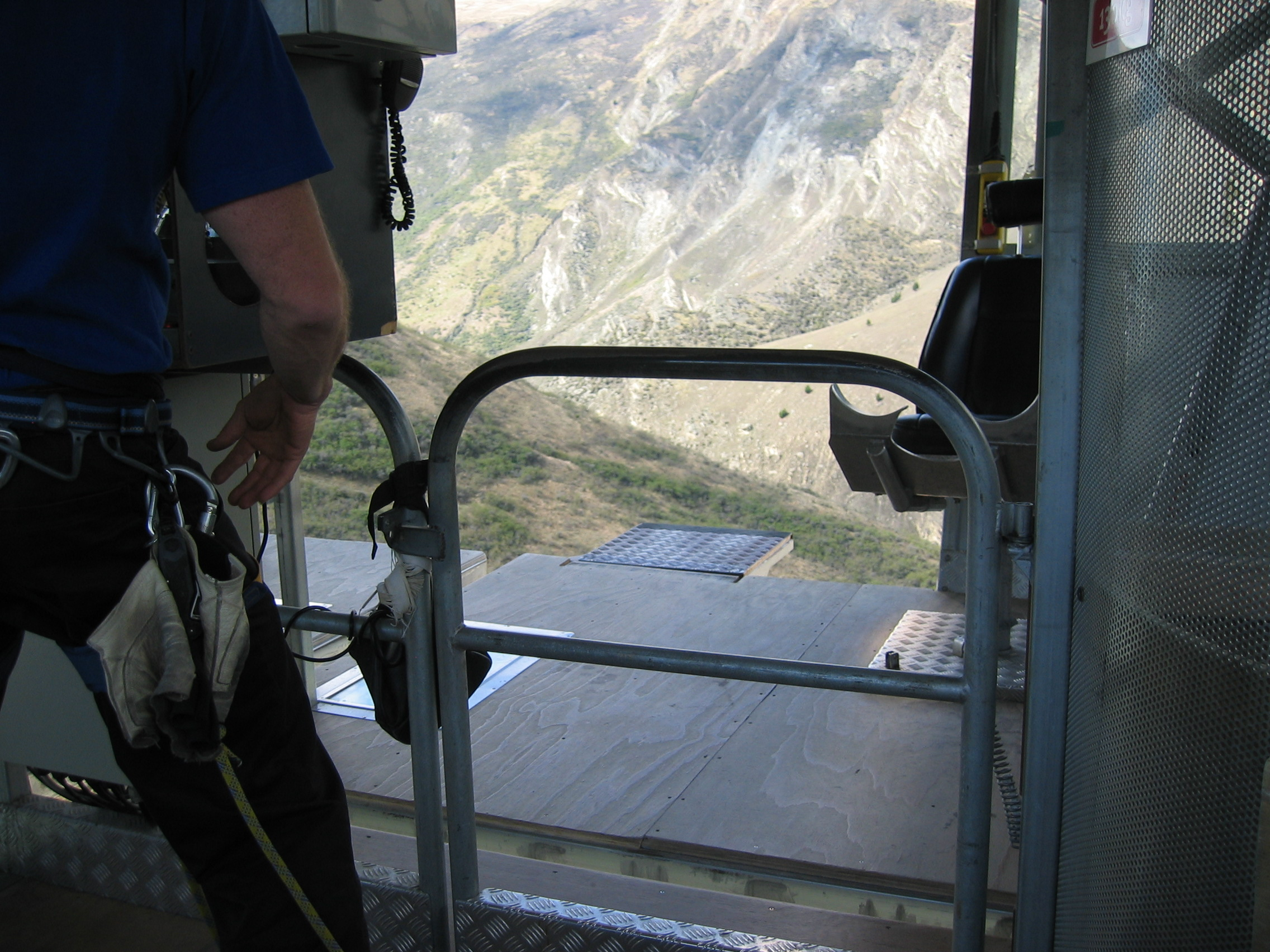
Das Innere der Plattform. Die Absprungöffnung (Mitte) und der Stuhl zur Vorbereitung (rechts)
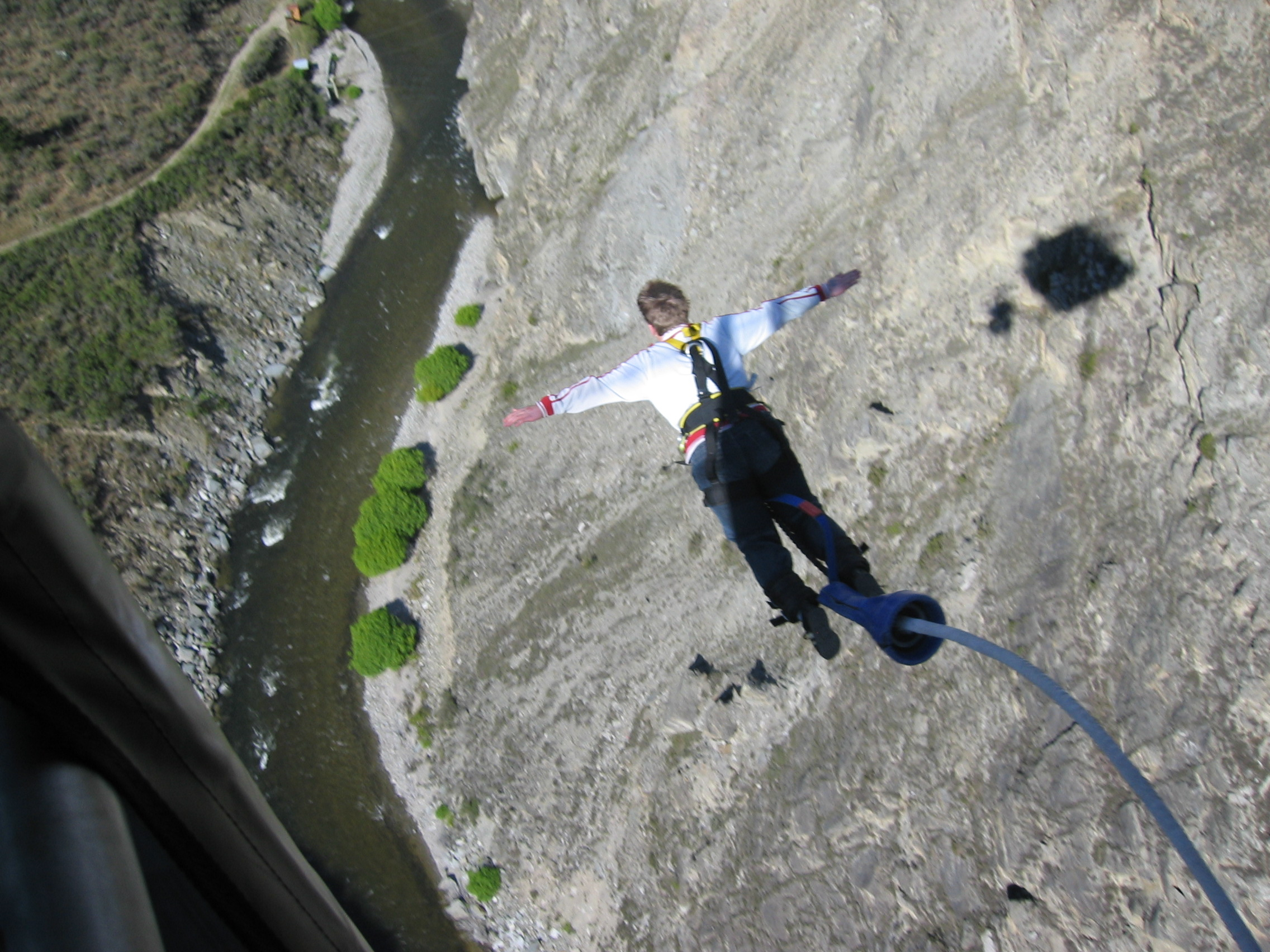
Sprung von der Nevis Highwire Platform
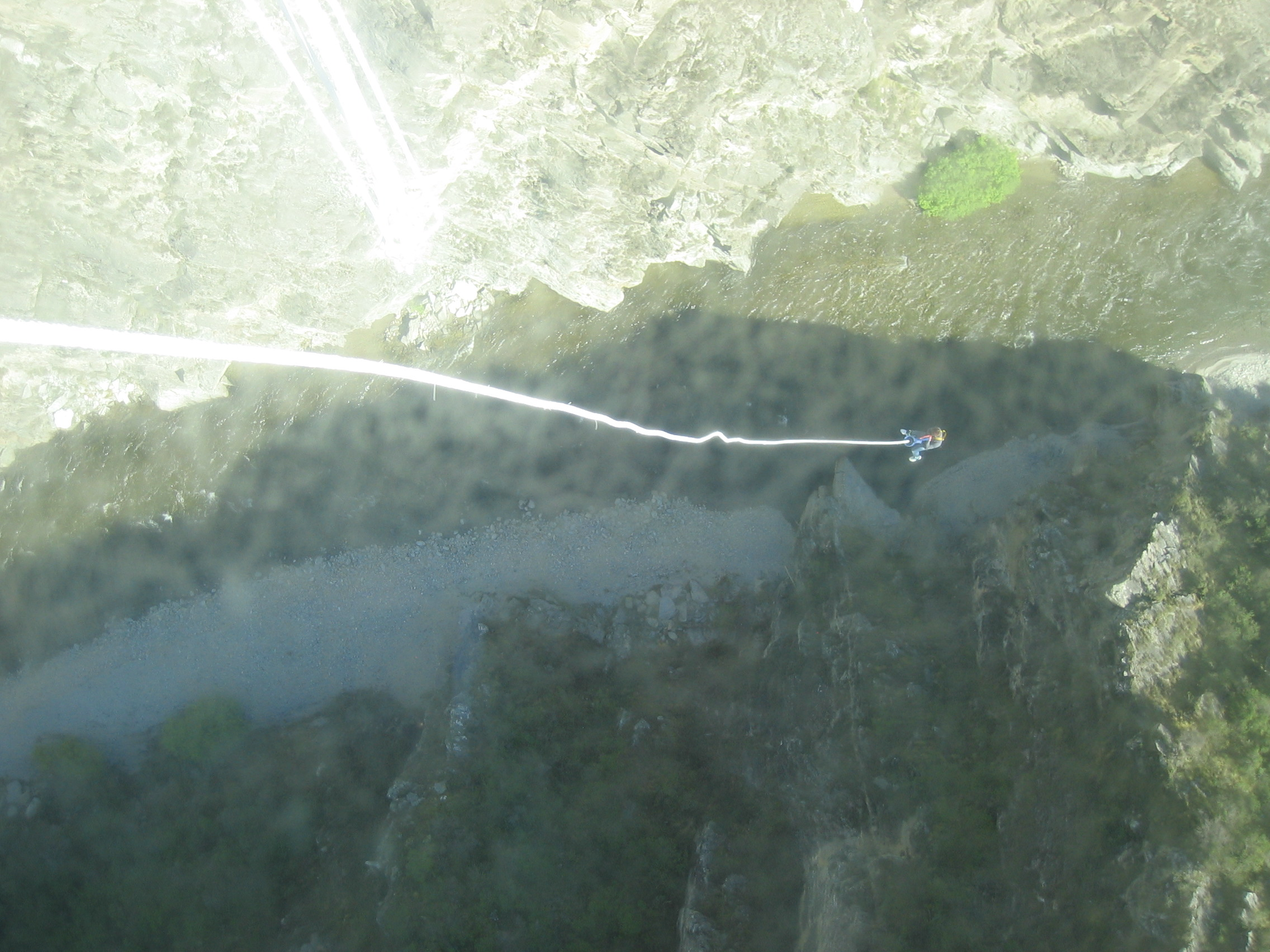
Durch den Glasfußboden gesehen